# Hemgård
En hemgård är en form av allaktivitetshus. Grunden till hemgårdarna lades i 1890-talets London, där präster och advokater bosatte sig i stadens slumkvarter för att arbeta bland de fattiga och praktisera vad som kallades en social kristendom i ett försök att återupprätta goda relationer mellan klasserna. Denna idé spreds till övriga delar av England och till USA. Till Sverige kom idén via Natanael Beskow, som besökte London 1899. Detta blev en stor sak för honom, att i en enda byggnad samla missionsverksamhet, folkbildning och kultur. 
Det tog dock lite tid innan idén hade mognat fullständigt och först 1912 kunde Beskow tillsammans med Ebba Pauli starta Birkagården, i den första lokalen på Rörstrandsgatan 46 i Stockholm. Senare flyttades den till de nuvarande lokalerna på Karlbergsvägen och 1921 bildades stiftelsen Birkagården.
Idéerna spreds även i övriga landet och med start med fler gårdar i Stockholm år 1916 och Göteborg 1919 och fram till 1944, fanns det hemgårdar i följande städer: Stockholm, Göteborg, Norrköping, Örebro, Kramfors, Jönköping, Gävle, Sundsvall, Uppsala, Fagervik, Växjö, Helsingborg, Linköping, Lund, Karlskoga, Trelleborg, Örnsköldsvik och Borås. Dessa bildade ett riksförbund kallat Riksförbundet Sveriges Hemgårdar vilket senare bytte namn till Riksförbundet Sveriges Fritids- och Hemgårdar och senare till Fritidsforum.
Hemgårdarna var först i Sverige med fritidsgårdar[källa behövs] och var även bland de första i landet som hade daghem och fritidshem.

## Hemgårdar i Stockholm
- Birkagården, Karlbergsvägen
- Mariebergsgården, Welanders väg 8,
- Midsommargården, Telefonplan 1-5, Midsommarkransen
- Mäster Olofsgården, Stortorget, Gamla stan
- Skeppsholmsgården, Skeppsholmen
- Södergården, Götgatan 37
- Timmermansgården, Timmermansgatan 46–48

## Hemgårdar i övriga Sverige
- Hemgården, Borås
- Studiehemmet Hemgården, Norrköping
- Lunds Ungdoms- och Hemgård
- Brittgården, Gävle (Konkurs 2002)
- Fyrisgården, Uppsala Hemgård